# Alois Mock
Alois Mock (ur. 10 czerwca 1934 w Euratsfeldzie, zm. 1 czerwca 2017 w Wiedniu) – austriacki polityk, prawnik i urzędnik państwowy, parlamentarzysta, minister edukacji (1969–1970) oraz spraw zagranicznych (1987–1995), w latach 1987–1989 wicekanclerz, od 1979 do 1989 przewodniczący Austriackiej Partii Ludowej (ÖVP).

## Życiorys
Absolwent prawa na Uniwersytecie Wiedeńskim (1957). W latach 1957–1958 kształcił się w bolońskim centrum akademickim należącym do Johns Hopkins University, a od 1960 do 1961 na Vrije Universiteit Brussel. Zaangażował się w działalność polityczną w ramach Austriackiej Partii Ludowej. W 1958 został referentem w ministerstwie edukacji, a w 1961 urzędnikiem w biurze kanclerza federalnego odpowiedzialnym za kwestie dotyczące EWG i EFTA. Od 1962 pracował w austriackim przedstawicielstwie przy OECD w Paryżu. Został bliskim współpracownikiem kanclerza Josefa Klausa, od 1966 był jego sekretarzem i szefem gabinetu.
Od czerwca 1969 do kwietnia 1970 sprawował urząd ministra edukacji. W 1970 po raz pierwszy uzyskał mandat posła do Rady Narodowej. Do niższej izby austriackiego parlamentu był następnie wybierany w 1971, 1975, 1979, 1983, 1986, 1990, 1994 i 1995.  W latach 1970–1971 pełnił funkcję burmistrza swojej rodzinnej miejscowości. Od 1971 do 1978 przewodniczył ÖAAB, organizacji pracowniczej afiliowanej przy ÖVP. Następnie do 1987 przewodniczył klubowi poselskiemu swojego ugrupowania. W 1979 został przewodniczącym Europejskiej Unii Demokratycznej, a w latach 1983–1987 stał na czele Międzynarodowej Unii Demokratycznej.
W 1979 zastąpił Josefa Tausa na stanowisku przewodniczącego Austriackiej Partii Ludowej. Ugrupowaniem tym kierował do 1989. W styczniu 1987 dołączył do rządu, w którym kanclerzem był Franz Vranitzky. Objął urząd wicekanclerza, który sprawował do kwietnia 1989. Został wówczas również ministrem spraw zagranicznych, na czele tego resortu stał do maja 1995. W czerwcu 1989 wraz z komunistycznym węgierskim ministrem spraw zagranicznych Gyulą Hornem wziął udział w przecinaniu płotu na granicy austriacko-węgierskiej, będącego jednym z symboli żelaznej kurtyny. Otwarcie tej granicy umożliwiło następnie Niemcom z NRD wyjazd do Niemiec Zachodnich poprzez Węgry i Austrię. W okresie jego urzędowania Austria zakończyła także negocjacje akcesyjne i przystąpiła do Unii Europejskiej.
W połowie lat 90. zdiagnozowano u niego chorobę Parkinsona. W 1999 zakończył wykonywanie mandatu poselskiego. Został m.in. członkiem rady doradczej organizacji pozarządowej Global Panel Foundation.

## Odznaczenia i wyróżnienia
- Wielka Złota Odznaka Honorowa na Wstędze Odznaka Honorowa za Zasługi dla Republiki Austrii
- Wielka Złota Odznaka Honorowa z Gwiazdą Odznaka Honorowa za Zasługi dla Republiki Austrii
- Order Księcia Trpimira (Chorwacja, 1994)[7]
- Wielki Order Króla Dymitra Zwonimira (Chorwacja, 1996)[8]
- Krzyż Komandorski z Gwiazdą Orderu Zasługi Rzeczypospolitej Polskiej (Polska, 1998)[9]
- Order Wolności (Kosowo, 2004)[10]
- Krzyż Wielki Orderu Oranje-Nassau (Holandia)
- Krzyż Wielki Orderu Zasługi Republiki Federalnej Niemiec[1]
- Kawaler Krzyża Wielkiego Orderu Zasługi Republiki Włoskiej[1]
- Tytuły doktora honoris causa Uniwersytetu w Sarajewie, Uniwersytet w Zagrzebiu, Johns Hopkins University[1]